# Магелланова чайка
Магелланова чайка (лат. Leucophaeus scoresbii) — вид птиц из семейства чайковых. Современное научное название Leucophaeus scoresbii получил в честь английского исследователя Уильяма Скорсби (1789−1857).
Это прибрежная птица, населяющая каменистые, илистые и песчаные берега, и часто встречается у колоний морских птиц.

## Описание
Имеет средние размеры, тёмное оперение и густо-красные клюв и ноги.
Гнездится только на крайнем юге Южноамериканского континента, островах Огненной Земли и Фолклендских островах. Встречается на скалистых берегах и в непосредственной близости от других колоний морских птиц, скотобойни, сточных вод и ферм.

## Питание
Магелланова чайка — падальщик и хищница. Не привередлива в пище — питается падалью, субпродуктами, птичьими яйцами, птенцами, морскими беспозвоночными и другим. Они также охотятся на других чаек и бакланов в поисках пищи.

## Размножение
Гнездятся небольшими колониями до 200 пар и обычно находятся на невысоких утёсах, песчаных или галечных пляжах, мысах или болотистых низинах. Два-три яйца откладывают в декабре. Птенцы оперяются в марте.